# Herpont
Herpont est une commune française, située dans le département de la Marne en région Grand Est.

## Géographie

### Description
Herpont est un village rural du champenois situé à vol d'oiseau à 27 km à l'est de Châlons-en-Champagne, 16 km au sud-ouest de Sainte-Menehould, 32 km au nord-est de Vitry-le-François et 41 km au nord-est de Bar-le-Duc,
Il se trouve dans l'aire d'attraction de Châlons-en-Champagne et dans sa zone d'emploi, ainsi que le bassin de vie de Sainte-Menehould.

### Communes limitrophes
Les communes limitrophes sont Auve, Dampierre-le-Château, Dommartin-Varimont, Moivre, Poix, Rapsécourt, Saint-Mard-sur-Auve, Somme-Vesle et Somme-Yèvre.
| Auve         | Saint-Mard-sur-Auve | Dampierre-le-Château |
| Somme-vesle  | Herpont             | Dommartin-Varimont   |
| Moivre, Poix | Somme-Yèvre         |                      |

### Géologie et relief
La superficie de la commune est de 23,00 km2 ; son altitude varie de 152  à   223 mètres.

### Hydrographie

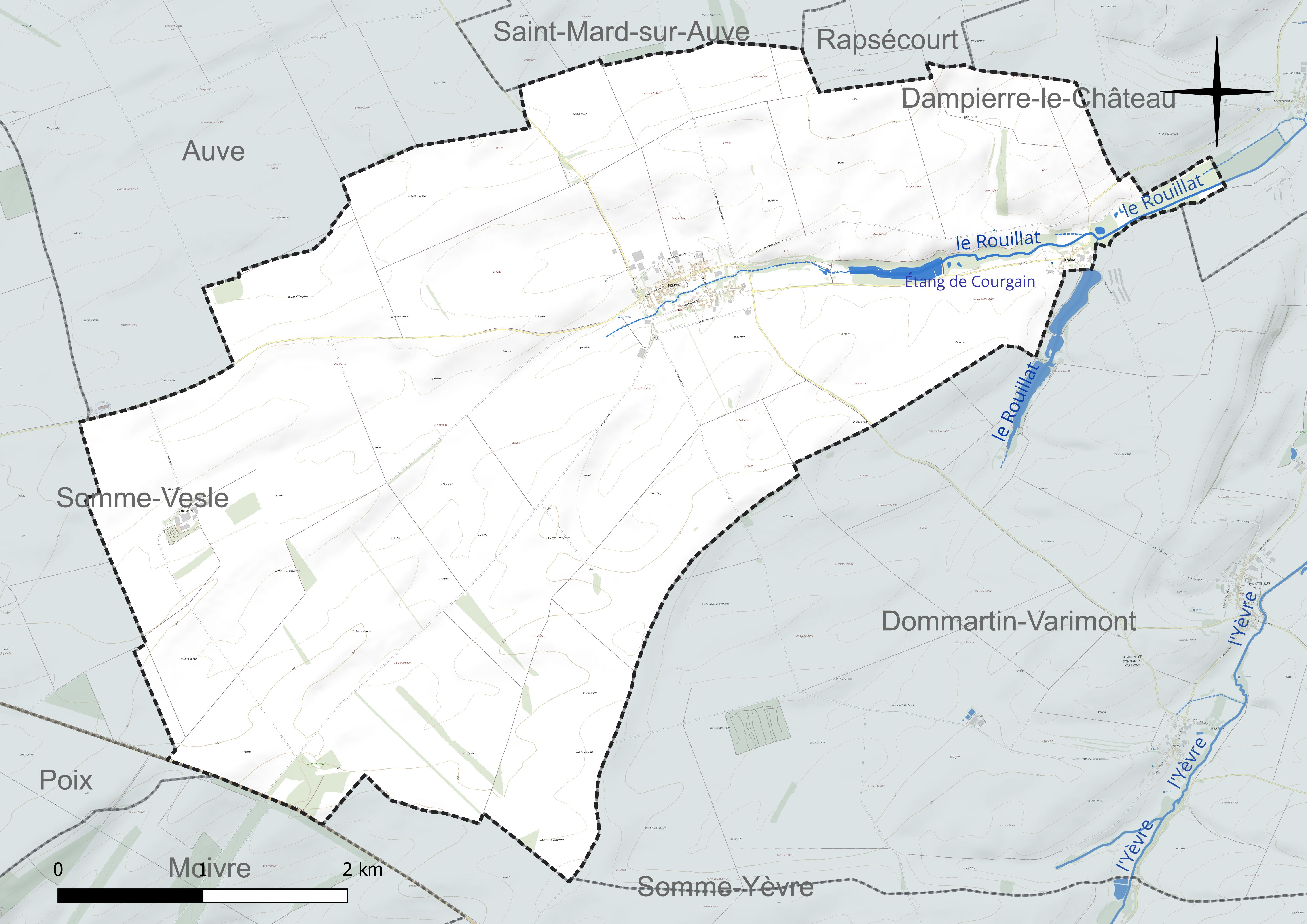
Carte du réseau hydrographique de Herpont.

La commune est traversée par la ligne de partage des eaux entre les régions hydrographiques « la Seine de sa source au confluent de l'Oise (exclu) » et « la Seine du confluent de l'Oise (inclus) à l'embouchure » au sein du bassin Seine-Normandie.
Elle est drainée par le Rouillat, le cours d'eau 01 de Sommerécourt et,.
Un plan d'eau complète le réseau hydrographique : l'étang de Courgain (4,8 ha),.

### Climat
Pour des articles plus généraux, voir Climat du Grand Est et Climat de la Marne.
En 2010, le climat de la commune est de type climat des marges montargnardes, selon une étude du Centre national de la recherche scientifique s'appuyant sur une série de données couvrant la période 1971-2000. En 2020, Météo-France publie une typologie des climats de la France métropolitaine dans laquelle la commune est exposée à un climat océanique altéré et est dans la région climatique Nord-est du bassin Parisien, caractérisée par un ensoleillement médiocre, une pluviométrie moyenne régulièrement répartie au cours de l’année et un hiver froid (3 °C).
Pour la période 1971-2000, la température annuelle moyenne est de 10,1 °C, avec une amplitude thermique annuelle de 15,9 °C. Le cumul annuel moyen de précipitations est de 825 mm, avec 12,5 jours de précipitations en janvier et 9 jours en juillet. Pour la période 1991-2020, la température moyenne annuelle observée sur la station météorologique de Météo-France la plus proche, « Somme-Vesle », sur la commune de Somme-Vesle à 10 km à vol d'oiseau, est de 10,7 °C et le cumul annuel moyen de précipitations est de 782,0 mm. 
La température maximale relevée sur cette station est de 41,5 °C, atteinte le 25 juillet 2019 ; la température minimale est de −17,6 °C, atteinte le 21 février 1994,,.
Les paramètres climatiques de la commune ont été estimés pour le milieu du siècle (2041-2070) selon différents scénarios d'émission de gaz à effet de serre à partir des nouvelles projections climatiques de référence DRIAS-2020. Ils sont consultables sur un site dédié publié par Météo-France en novembre 2022.

## Urbanisme

### Typologie
Au 1er janvier 2024, Herpont est catégorisée commune rurale à habitat dispersé, selon la nouvelle grille communale de densité à sept niveaux définie par l'Insee en 2022.
Elle est située hors unité urbaine. Par ailleurs la commune fait partie de l'aire d'attraction de Châlons-en-Champagne, dont elle est une commune de la couronne,.
Cette aire, qui regroupe 97 communes, est catégorisée dans les aires de 50 000 à moins de 200 000 habitants,.

### Occupation des sols

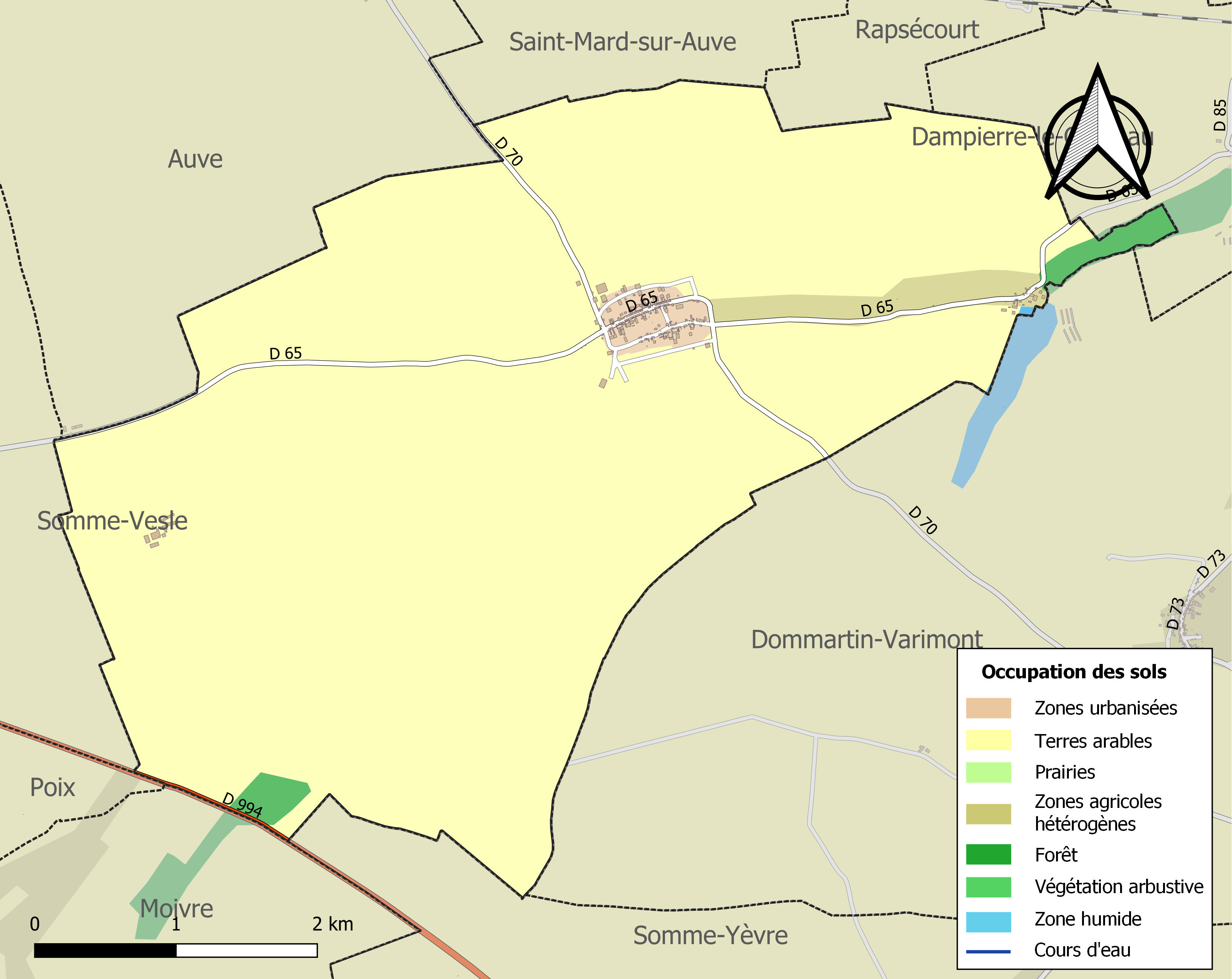
Carte des infrastructures et de l'occupation des sols de la commune en 2018 (CLC).

L'occupation des sols de la commune, telle qu'elle ressort de la base de données européenne d’occupation biophysique des sols Corine Land Cover (CLC), est marquée par l'importance des territoires agricoles (97,2 % en 2018), une proportion sensiblement équivalente à celle de 1990 (97 %).
La répartition détaillée en 2018 est la suivante : terres arables (94,9 %), zones agricoles hétérogènes (2,3 %), zones urbanisées (1,4 %), forêts (1,4 %).
L'évolution de l’occupation des sols de la commune et de ses infrastructures peut être observée sur les différentes représentations cartographiques du territoire : la carte de Cassini (XVIIIe siècle), la carte d'état-major (1820-1866) et les cartes ou photos aériennes de l'IGN pour la période actuelle (1950 à aujourd'hui).

### Habitat et logement
En 2016 et 2021, le nombre total de logements dans la commune était de 65, alors qu'il était de 61 en 2011.
Parmi ces logements, 81,4 % étaient des résidences principales, 4,6 % des résidences secondaires et 13,9 % des logements vacants. Ces logements étaient tous des maisons individuelles.
Le tableau ci-dessous présente la typologie des logements à Herpont en 2021 en comparaison avec celle de la Marne et de la France entière. Une caractéristique marquante du parc de logements est ainsi une proportion de résidences secondaires et logements occasionnels (4,6 %) supérieure à celle du département (3,4 %) mais inférieure à celle de la France entière (9,7 %).
| Typologie                                               | Herpont | Marne | France entière |
| ------------------------------------------------------- | ------- | ----- | -------------- |
| Résidences principales (en %)                           | 81,4    | 87,5  | 82,2           |
| Résidences secondaires et logements occasionnels (en %) | 4,6     | 3,4   | 9,7            |
| Logements vacants (en %)                                | 13,9    | 9,1   | 8,1            |

### Voies de communication et transports
Le village est desservi par la RD 65 et limité au sud par l'ex-RN394 (actuelle RD 994).

## Toponymie
Le nom de la localité est attesté sous les formes Villa Helpondum (1141) ; In finibus Helpondis (1135-1156) ; Erpe (1154-1161) ; Herpon, Herpum (vers 1165) ; Herpunt (1175) ; Helpon (1178) ; Elpons, Erpons (1197) ; Helpun (vers 1200) ; Herpont (1219) ; Erpont (vers 1300) ; Herpons (1314) ; Harpont (1368) ; Herpond (1408) ; Erpon, Herpoys (1461) ; Arpont (1471) ; Herpons (1510) ; Harpont (1512).

## Politique et administration

### Rattachements administratifs et électoraux

#### Rattachements administratifs
La commune se trouvait dans l'arrondissement de Sainte-Menehould du département de la Marne. Par décret du 29 mars 2017, cet arrondissement est supprimé et la commune est intégrée le 31 mars 2017 à l'arrondissement de Châlons-en-Champagne,.
Elle faisait partie depuis 1801 du canton de Givry-en-Argonne. Dans le cadre du redécoupage cantonal de 2014 en France, cette circonscription administrative territoriale a disparu, et le canton n'est plus qu'une circonscription électorale.

#### Rattachements électoraux
Pour les élections départementales, la commune fait partie depuis 2014 du canton d'Argonne Suippe et Vesle.
Pour l'élection des députés, elle fait partie de la quatrième circonscription de la Marne.

### Intercommunalité
Herpont, qui n'était membre d'aucune intercommunalité, a rejoint à sa création, le 1er janvier 2014   la communauté de communes de l'Argonne Champenoise, un établissement public de coopération intercommunale (EPCI) à fiscalité propre et auquel la commune a transféré un certain nombre de ses compétences, dans les conditions déterminées par le code général des collectivités territoriales.

### Liste des maires
| Période                                  | Période                        | Identité             | Étiquette | Qualité                              |
| ---------------------------------------- | ------------------------------ | -------------------- | --------- | ------------------------------------ |
| Les données manquantes sont à compléter. |                                |                      |           |                                      |
|                                          |                                |                      |           |                                      |
| 1983                                     | 2001                           | Jean-Marie Flamain   |           | Agriculteur                          |
| mars 2001                                | novembre 2022                  | Gérald Thénault      |           | Retraité agricole Démissionnaire     |
| janvier 2023                             | En cours (au 30 novembre 2023) | Laurette Saint-Juvin |           | Employée administrative d'entreprise |

## Population et société

### Démographie
L'évolution du nombre d'habitants est connue à travers les recensements de la population effectués dans la commune depuis 1793. Pour les communes de moins de 10 000 habitants, une enquête de recensement portant sur toute la population est réalisée tous les cinq ans, les populations de référence des années intermédiaires étant quant à elles estimées par interpolation ou extrapolation. Pour la commune, le premier recensement exhaustif entrant dans le cadre du nouveau dispositif a été réalisé en 2005.

En 2022, la commune comptait 122 habitants, en évolution de −9,63 % par rapport à 2016 (Marne : −1,19 %, France hors Mayotte : +2,11 %).
| 1793 | 1800 | 1806 | 1821 | 1831 | 1836 | 1841 | 1846 | 1851 |
| ---- | ---- | ---- | ---- | ---- | ---- | ---- | ---- | ---- |
| 303  | 341  | 350  | 341  | 364  | 415  | 408  | 418  | 434  |

| 1856 | 1861 | 1866 | 1872 | 1876 | 1881 | 1886 | 1891 | 1896 |
| ---- | ---- | ---- | ---- | ---- | ---- | ---- | ---- | ---- |
| 451  | 427  | 429  | 392  | 367  | 338  | 319  | 327  | 295  |

| 1901 | 1906 | 1911 | 1921 | 1926 | 1931 | 1936 | 1946 | 1954 |
| ---- | ---- | ---- | ---- | ---- | ---- | ---- | ---- | ---- |
| 300  | 288  | 272  | 241  | 235  | 244  | 243  | 230  | 232  |

| 1962 | 1968 | 1975 | 1982 | 1990 | 1999 | 2005 | 2006 | 2010 |
| ---- | ---- | ---- | ---- | ---- | ---- | ---- | ---- | ---- |
| 211  | 206  | 167  | 149  | 138  | 128  | 112  | 111  | 121  |

| 2015 | 2020 | 2022 | - | - | - | - | - | - |
| ---- | ---- | ---- | - | - | - | - | - | - |
| 134  | 122  | 122  | - | - | - | - | - | - |

## Culture locale et patrimoine

### Lieux et monuments
- L'église Saint-Georges.
- Monument aux morts.

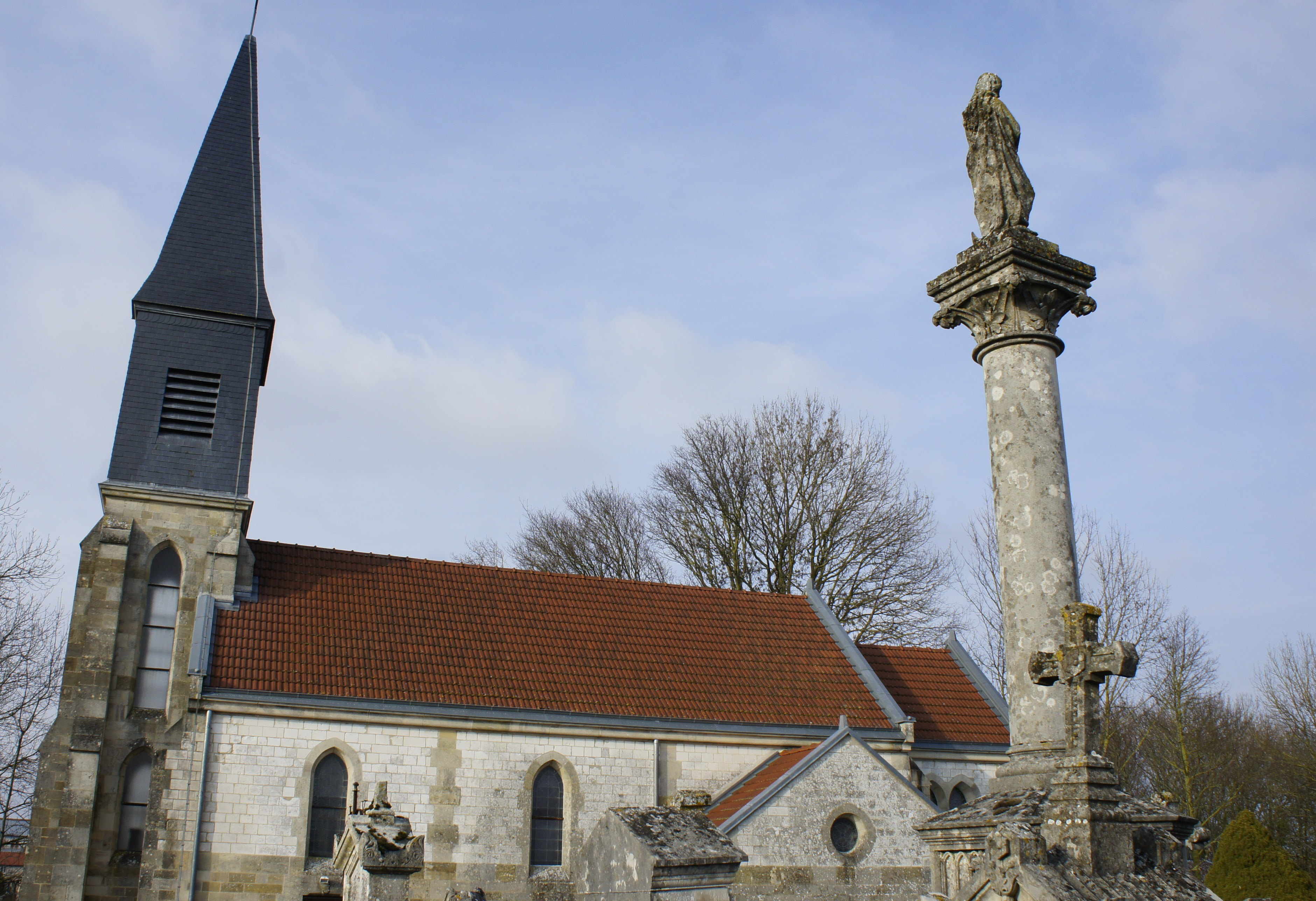
L'église
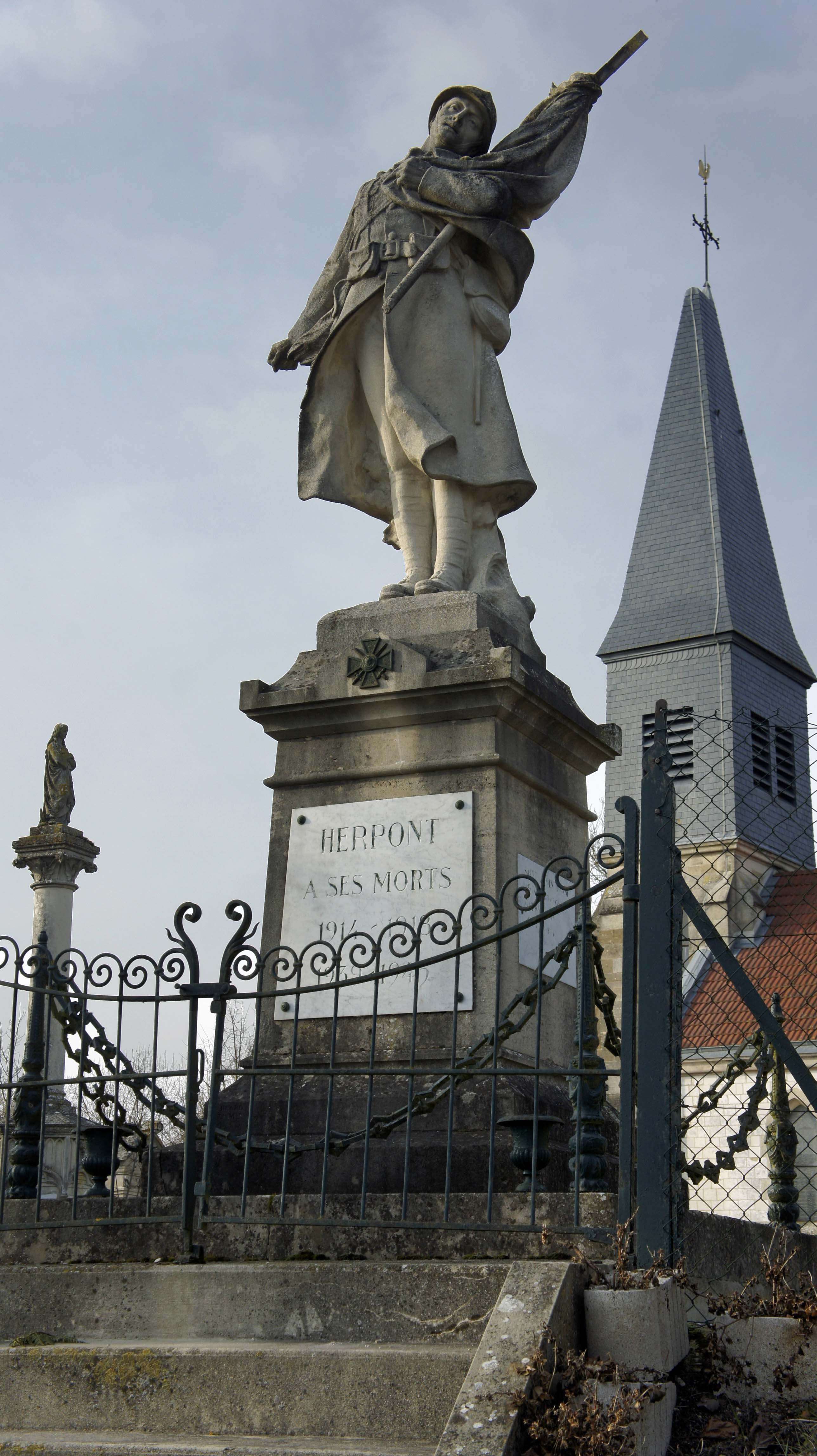
Le monument aux morts.